# صموئيل دبليو. برستون
صموئيل دبليو. برستون (بالإنجليزية: Samuel W. Preston)‏ هو ضابط أمريكي، ولد في 6 أبريل 1840 في لندن في كندا، وتوفي في 15 يناير 1865 في Fort Fisher ‏ في الولايات المتحدة.